# Sanderum Sogn

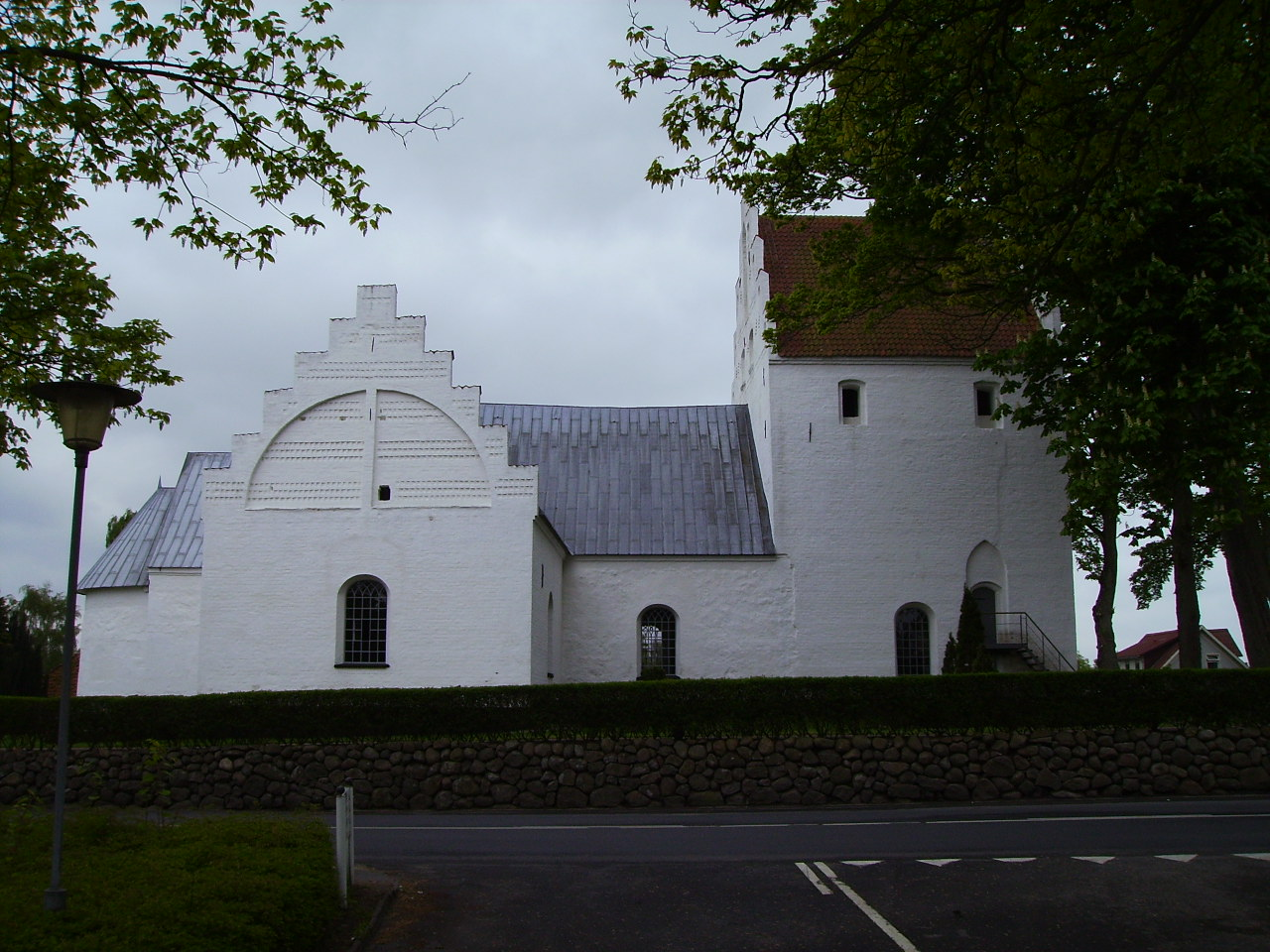
Sanderum Kirke

Sanderum Sogn ist eine Kirchspielsgemeinde (dän.: Sogn) im Südwesten der Stadt Odense auf der Insel Fyn (dt.: Fünen) im südlichen Dänemark. Bis 1970 gehörte sie zur Harde Odense Herred im damaligen Odense Amt, danach zur Odense Kommune im Fyns Amt, die im Zuge der  Kommunalreform zum 1. Januar 2007 Teil der Region Syddanmark geworden ist.
Von den 182.387 Einwohnern von Odense leben 6571 im Kirchspiel Sanderum (Stand: 1. Januar 2023). Im Kirchspiel liegt die Kirche „Sanderum Kirke“.
Nachbargemeinden sind im Norden Paarup Sogn, im Nordosten Bolbro Sogn und Ansgars Sogn, im Osten Dalum Sogn, im Süden Dyrup Sogn und im Westen Ubberud Sogn.